# Ernest Merritt

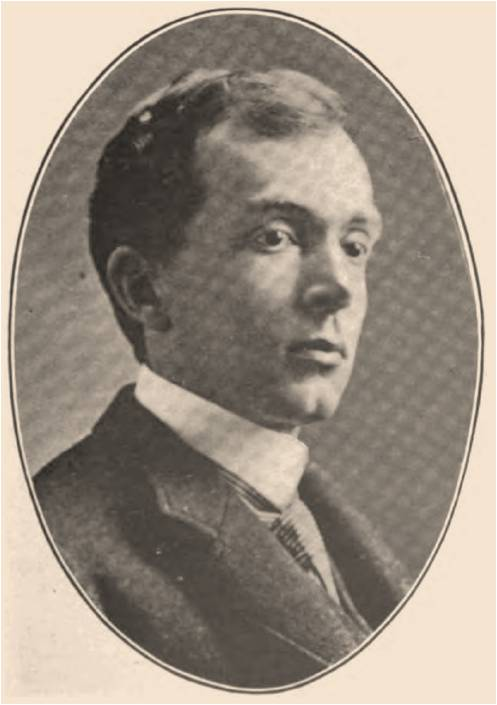
Ernest Merritt

Ernest George Merritt (* 28. April 1865 in Indianapolis; † 5. Juni 1948) war ein US-amerikanischer Physiker.

## Leben und Wirken
Merritt studierte an der Purdue University und der Cornell University zunächst Maschinenbau und dann Physik. Ab 1889 arbeitete er an der Cornell University, zunächst als instructor, dann als Assistant Professor und ab 1903 als Professor. Kurz nach seiner Ernennung zum Assistant Professor verbrachte er ein Jahr in Berlin und arbeitete dort mit Max Planck zusammen, mit dem er bis zu dessen Tod in Kontakt blieb. Später wurde er zum Leiter des Physikinstituts und zum Dekan der Graduate School der Cornell University.
Gemeinsam mit Edward L. Nichols gründete Merritt die Physical Reviews. Er war Mitbegründer der American Physical Society und von 1914 bis 1916 ihr Präsident. 1914 wurde er in die American Academy of Arts and Sciences und in die National Academy of Sciences gewählt.
Merrit arbeitete an zahlreichen physikalischen Fragestellungen, bekannt wurde er aber vor allem für seine Forschungen über Lumineszenz. Hierbei arbeitete er eng mit Nichols zusammen.